# Эйегон IV Таргариен
Эйегон IV Таргариен по прозвищу Недостойный — персонаж вымышленного мира, изображённого в серии книг «Песнь Льда и Огня» Джорджа Мартина, король Вестероса из валирийской династии Таргариенов. Один из героев книги «Мир льда и пламени».

## Биография
Согласно Мартину, Эйегон IV принадлежал к королевской династии Таргариенов, которая правила в Вестеросе. Он был старшим сыном короля Визериса II и его жены Ларры Рогаре — представительницы знатного рода из Лиса и занял Железный трон после смерти отца в возрасте 37 лет. Правление Эйегона продолжалось 12 лет (172—184 годы от Завоевания Эйегона Первого). Король пытался строить драконов из дерева и железа, но все они сгорели. Однако больше всего Эйегона IV интересовали женщины: по его собственным словам, он переспал с 900 любовницами. Всех своих бастардов Эйегон признал перед смертью, что стало причиной затяжных гражданских войн.
В браке Эйегона с его сестрой Нейрис Таргариен родился сын Дейерон II Добрый. Из множества незаконных детей выделяются четверо «Великих бастардов»: Дейемон Блэкфайр, Эйегор Риверс Жгучий Клинок, Бринден Риверс Кровавый Ворон и Шира Морская Звезда.

## В культуре
Эйегон IV упоминается в ряде романов Джорджа Мартина. Более обстоятельный рассказ о нём содержится в псевдохронике «Мир льда и пламени». Специалисты считают историческим прототипом Таргариенов датских викингов, завоевавших в IX веке существенную часть Англии; при этом сам Мартин считает Эйегона «Генрихом VIII» Вестероса, крайне интересной и трагической личностью. У писателя есть планы создать об этом короле отдельное произведение.
Эйегона изобразил на одном из своих рисунков художник Роман Папсуев. Марк Симонетти изобразил тот момент, когда король посвящает в рыцари своего бастарда Дейемона Блэкфайра.